# Sapożyn
Sapożyn (ukr. Сапожин) – wieś na Ukrainie, w obwodzie rówieńskim, w rejonie rówieńskim, w hromadzie Korzec. W 2024 liczyła 517 mieszkańców.
W okresie międzywojennym wieś znajdowała się w granicach II RP, wchodząc w skład gminy Hoszcza w powiecie rówieńskim, w województwie wołyńskim.